# بخش ارشق
بخش ارشق یکی از بخش‌های تابعه شهرستان مشگین‌شهر در استان استان اردبیل ایران است.

## تقسیمات کشوری
- بخش ارشق
  - دهستان ارشق شمالی
  - دهستان ارشق مرکزی

شهرها: رضی

## جمعیت
بنابر سرشماری مرکز آمار ایران، جمعیت بخش ارشق شهرستان مشگین‌شهر در سال ۱۳۸۵ برابر با ۱۲۸۳۶ نفر بوده‌است.

## تاریخ منطقه ارشق
آنچه از این مناطق باستانی - تاریخی بدست می آید،نشانگر اهمیت تاریخی و فرهنگی منطقه می‌باشد  که نشانگر وجود فرهنگ و تمدن‌های چندین هزار ساله مردمان ساکن در این مناطق می‌باشد ،در روستای خلیفلو در قسمت شمال شرقی شهر رضی محوطه مربوط به دوران باستان به نام قبریستان میدانی،یاتاق قاباغی و .. که بیشتر دستخوش تاراج قرار گرفته‌اند اما سازه‌های و بناهای سنگی به اشکال و انذازه مختلف که بعضا به 4 متر می‌رسد،در چند ردیف موازی که چند تخته سنگ بزرگی بر روی آن‌ها قرار گرفته‌است،همانند غارها  یا اتاقکهایی صخره ای سالم مانده اند،این مدل سنگی تشابهات زیادی با سنگهای موازی شهر یئری دارد و یا ساختار آدام داشی در مزرعه رضی معروف به قوردولو شباهت زیادی با منهیرهای انسان مگالیتیک در اروپا و آمریکای شمالی دارد